# Eleição municipal de Codó em 2004
A eleição municipal de Codó em 2004 ocorreu em 3 de outubro de 2004. O prefeito titular era Ricardo Archer do PSDB. O prefeito eleito no primeiro turno foi Biné Figueiredo do PFL, que derrotou Zito Rolim do PV.

## Resultado da eleição para prefeito

### Primeiro turno
| Candidatos a prefeito   | Partido | Número | Coligação                                                                      | Votação | Percentual |
| ----------------------- | ------- | ------ | ------------------------------------------------------------------------------ | ------- | ---------- |
| Biné Figueiredo         | PFL     | 25     | PFL, PP, PTN, PSL, PPS, PHS, PSC, PL, PMN, PSDC, PRONA, PTdoB, PAN, PCdoB, PSB | 24.437  | 52,75%     |
| Zito Rolim              | PV      | 43     | PV, PT, PDT, PTB, PMDB, PSDB, PRTB, PTC                                        | 21.492  | 46,39%     |
| Zizuino Barros da Silva | PRP     | 44     | PRP (sem coligação)                                                            | 395     | 0,85%      |